# Фрумін Ілля Йосипович
Фрумін Ілля Йосипович — лікар-ортопед, діяч партії есерів. Один з засновників Київського інституту вдосконалення лікарів. Репресований радянськими органами держбезпеки.
У 1902 році закінчив медичний факультет Київського університету. Учень Сергія Спасокукоцького та Григорія Биховського.
У березні 1917 року був обраний до Ради об'єднаних громадських організацій, а в ній став одним з двох секретарів. У липні 1917 року обраний до складу Київської міської думи за списком російських соціалістів.
У 1922 році заарештований органами ОДПУ як один з організаторів 2-го Всеросійського з'їзду лікарів (2-й Всеросійський з'їзд лікарських секцій і секції лікарів Всемедикосанпраці). 
Завідував кафедрою ортопедії і травматології Київського клінічного інституту в 1926—1937 роках
У 1926-1934 роках був директором Інституту ортопедії і травматології. У 1936 році був у президії I Всеукраїнського з'їзду ортопедів і травматологів.
У 1937 році був заарештований НКВС зі звинуваченням, що входив до київського обласного комітету правих есерів
Мешкав на вулиці Золотоворітській 6.